# Neillia jinggangshanensis
Neillia jinggangshanensis là loài thực vật có hoa trong họ Hoa hồng. Loài này được Z.X. Yu mô tả khoa học đầu tiên năm 1983.